# 非洲咬鹃属
非洲咬鹃属（学名：Apaloderma）是咬鹃科下的一个属。

## 下属物种
本属包括以下物种：
- 黄颊咬鹃 Apaloderma aequatoriale Sharpe, 1901
- 绿颊咬鹃 Apaloderma narina (Stephens, 1815)
- 斑尾咬鹃 Apaloderma vittatum Shelley, 1882